# Taxonomie van Flynn
De taxonomie van Flynn is een classificatie om computersystemen onder te verdelen aan de hand van het aantal instructiestromen en het aantal datastromen. M.J. Flynn maakte deze classificatie reeds in 1972 in de publicatie "Some Computer Organisations and Their Effectiveness".
| # datastromen → # instructiestromen ↓ | single                                          | multiple                         |
| single                                | SISD uniprocessor machines, een PC bijvoorbeeld | SIMD vector- of array-processor  |
| multiple                              | MISD werd nooit echt geïmplementeerd            | MIMD de gedistribueerde systemen |

1. SISD (single instruction single data): één processor voert één instructiestroom uit op één dataset
2. SIMD (single instruction multiple data): één instructie wordt tegelijk uitgevoerd op verschillende datasets. Alle elementen in een array met 10 vermenigvuldigen zou hier een voorbeeld van kunnen zijn.
3. MISD (multiple instructions single data): meerdere processoren verwerken eenzelfde datastroom met verschillende instructies. Deze structuur werd echter nooit geïmplementeerd.
4. MIMD (multiple instructions multiple data): meerdere processoren verwerken meerdere datasets. Dit is de structuur die gebruikt wordt in een gedistribueerd systeem.

## Uitbreiding classificatie
Naarmate de classificatie van Flynn meer en meer werd gebruikt bleek deze toch niet precies genoeg te zijn en werd er nog een extra categorie toegevoegd:
SPMD (single program multiple data): meerdere afzonderlijke processoren verwerken gelijktijdig dezelfde instructieset (maar op verschillende plaatsen) op verschillende datasets. Soms ook wel als "single process multiple data" aangeduid.